# Agnieszka Pokojska
Agnieszka Pokojska (ur. 1975) – polska tłumaczka literatury angielskojęzycznej.
Wykładowczyni w Podyplomowym Studium dla Tłumaczy Literatury przy Katedrze UNESCO Uniwersytetu Jagiellońskiego oraz w Wyższej Szkole Europejskiej im. ks. Józefa Tischnera w Krakowie. Tłumaczyła książki takich autorów jak: Anna Blundy, Joyce Carol Oates, Norman Mailer, Alice Munro, Zadie Smith. Laureatka Nagrody im. Ryszarda Kapuścińskiego. 

## Nagrody i nominacje
- Nagroda im. Ryszarda Kapuścińskiego 2011 za tłumaczenie z przekładu angielskiego książki Prowadzący umarłych. Opowieści prawdziwe. Chiny z perspektyw nizin społecznych Liao Yiwu[2]
- nominacja do Nagrody Literackiej Gdynia 2016 za tłumaczenie książki Młode skóry Colina Barreta[3]